# 李有安
李有安（1924年—），安徽无为人，中华人民共和国政治人物。
担任宣城县双桥乡农业生产合作社主任。1954年，当选第一届全国人民代表大会代表。